# Tatjana Rinatowna Jambajewa
Tatjana Rinatowna Jambajewa (russisch Татьяна Ринатовна Ямбаева; * 8. Mai 1980) ist eine ehemalige russische Skilangläuferin.

## Werdegang
Jambajewa trat international erstmals bei den inoffiziellen U23-Weltmeisterschaften 2002 im Val di Fiemme in Erscheinung. Dort belegte sie den 18. Platz im Sprint und den 13. Rang im Skiathlon. Ihre besten Resultate bei der Winter-Universiade 2003 in Tarvisio waren der neunte Platz über 5 km klassisch und der fünfte Rang mit der Staffel. Bei der Winter-Universiade 2005 in Seefeld in Tirol gewann sie die Silbermedaille mit der Staffel. Zudem errang sie dort den zehnten Platz im Sprint und jeweils den siebten Platz im 15-km-Massenstartrennen und über 5 km Freistil. Auch bei der Winter-Universiade 2007 in Pragelato gewann sie die Silbermedaille mit der Staffel. Im Sommer 2007 holte sie bei den Rollerski-Weltmeisterschaften 2007 in Oroslavje jeweils die Goldmedaille im Einzel über 6 km und in der anschließenden Verfolgung. Mit der Staffel gewann sie die Silbermedaille. In der Saison 2007/08 startete sie im Marathon-Cup und im Eastern-Europe-Cup. Dabei gewann sie den La Sgambeda, den Dolomitenlauf und den Transjurassienne. Außerdem wurde sie Dritte beim Engadin Skimarathon und jeweils Zweite beim Isergebirgslauf, beim König-Ludwig-Lauf und beim Birkebeinerrennet. Im Eastern Europe Cup siegte sie in Rybinsk in der Verfolgung und belegte in Krasnogorsk den dritten Platz über 10 km Freistil. Die Saison beendete sie auf dem siebten Platz in der Gesamtwertung des Eastern-Europe-Cups und den ersten Platz in der Gesamtwertung des Marathon-Cups. Zu Beginn der Saison 2008/09 siegte sie beim Alpencup in San Cassiano über 5 km klassisch und im 10-km-Massenstartrennen und in St. Ulrich am Pillersee über 5 km Freistil. Zudem wurde er dort Zweite im Sprint. Beim Eastern-Europe-Cup in Krasnogorsk triumphierte sie über 15 km Freistil. Im Januar 2009 wurde sie russische Meisterin über 10 km klassisch. Im selben Monat hatte sie in Rybinsk ihr Debüt im Skilanglauf-Weltcup und holte dort mit dem 15. Platz im Massenstartrennen über 10 km Freistil ihre ersten und einzigen Weltcuppunkte. Bei den Nordischen Skiweltmeisterschaften 2009 in Liberec belegte sie den 32. Platz im 30-km-Massenstartrennen und den 19. Rang über 10 km klassisch. Beim Weltcup-Finale 2009 in Falun errang sie den 38. Platz und erreichte den 86. Platz im Gesamtweltcup und den neunten Platz in der Gesamtwertung des Eastern-Europe-Cups. Im Sommer 2009 holte sie bei den Rollerski-Weltmeisterschaften in Piglio die Bronzemedaille über 5 km klassisch und die Goldmedaille im Massenstartrennen über 15 km Freistil. Im Dezember 2009 wurde sie beim Alpencup in Hochfilzen über 5 km Freistil und im Januar 2013 beim Marcialonga jeweils Dritte. Im Sommer 2015 belegte sie im Rollerski-Weltcup mit sieben Top-Zehn-Platzierungen, darunter Platz drei im Berglauf in Oroslavje, den sechsten Platz in der Gesamtwertung. Bei den Rollerski-Weltmeisterschaften 2015 im Val di Fiemme kam sie auf den 11. Platz im 19-km-Massenstartrennen und auf den sechsten Rang im Berglauf über 10 km klassisch.

## Erfolge

### Siege bei Continental-Cup-Rennen
| Nr. | Datum             | Ort                     | Disziplin                 | Serie              |
| --- | ----------------- | ----------------------- | ------------------------- | ------------------ |
| 1.  | 17. Februar 2008  | Rybinsk                 | 10 km Freistil Verfolgung | Eastern-Europe-Cup |
| 2.  | 13. Dezember 2008 | San Cassiano            | 5 km klassisch            | Alpencup           |
| 3.  | 14. Dezember 2008 | San Cassiano            | 10 km Freistil Mst.       | Alpencup           |
| 4.  | 20. Dezember 2008 | St. Ulrich am Pillersee | 5 km Freistil             | Alpencup           |
| 5.  | 28. Dezember 2008 | Krasnogorsk             | 15 km Freistil            | Eastern-Europe-Cup |

### Siege bei Worldloppet-Cup-Rennen
Anmerkung: Vor der Saison 2015/16 hieß der Worldloppet Cup noch Marathon Cup.
| Nr. | Datum             | Ort     | Rennen           | Disziplin                  |
| --- | ----------------- | ------- | ---------------- | -------------------------- |
| 1.  | 16. Dezember 2007 | Livigno | La Sgambeda      | 42 km Freistil Massenstart |
| 2.  | 20. Januar 2008   | Lienz   | Dolomitenlauf    | 60 km Freistil Massenstart |
| 3.  | 10. Februar 2008  | Lamoura | Transjurassienne | 50 km Freistil Massenstart |